# Franz Xaver Udalricus Aloysius Brockhoff
Franz Xaver Udalricus Aloysius Brockhoff (* 17. März 1785 in Essen; † 24. Juni 1846 in Bonn) war ein deutscher Kaufmann und Politiker.
Franz Xaver Udalricus Aloysius Brockhoff war der Sohn des Essener Kaufmanns Philipp Jakob Brockhoff und dessen Frau Isabelle Theodora Brockhoff geb. Leimgardt. Er heiratete Aletta Katharina Dreibholz (* 1801 in Wesel; † 12. März 1857 in Duisburg). Während Brockhoff römisch-katholischer Konfession war, war seine Frau evangelisch-reformiert. Aus der Ehe ging der gemeinsame Sohn Julius Franz Brockhoff hervor, der das väterliche Unternehmen fortführte und ebenfalls Abgeordneter im Provinziallandtag der Rheinprovinz wurde.
Brockhoff war Eigentümer einer Zuckerfabrik in Wesel. Nachdem diese abgebrannt war, zog er nach Duisburg, wo er 1831 die Zuckerfabrik vor dem Marientor gründete. Die Fabrik erzeugte zunächst Rohzucker und später Rübenzucker und bestand bis 1891.
1843 wurde er als Abgeordneter des dritten Standes für den Wahlkreis Duisburg, Mülheim an der Ruhr, Kettwig, Werden, Ruhrort, Dinslaken, Emmerich, Rees, Isselburg in den Provinziallandtag der Rheinprovinz gewählt. 1845 konnte er das Mandat nicht mehr wahrnehmen und wurde als verhindert geführt.